# (3194) Dorsey
(3194) Dorsey (1982 KD1) – planetoida z grupy pasa głównego asteroid okrążająca Słońce w ciągu 5,23 lat w średniej odległości 3,01 au. Odkryta 27 maja 1982 roku.